# Фабий Фульгенций
Фа́бий (Фа́вий) Кла́вдий Гордиа́н Фульге́нций (Фульге́нтий) (лат. Fabius Claudius Gordianus Fulgentius, 468, Телепте — 1 января 533 года, там же) — христианский святой, епископ Руспы, в Католической церкви почитается также как учитель Церкви.

## Биография
Фабий Фульгенций родился в 468 году в семье римского сословия всадников. С раннего детства он воспитывался без отца, который умер. Мать Марианна была христианкой и с самого детства познакомила Фабия Фульгенция с христианством. Он получил хорошее образование и в молодости работал юристом. Чтение толкования Псалма 38 святого Августина вдохновило его оставить светскую деятельность и посвятить себя молитве.
Во время правления вандальского короля Тразамунда Фульгенций принимает решение удалиться в пустыню в Египте, чтобы жить там отшельником. Он обратился к епископу Фаусту, который жил в монастыре, но тот отказал двадцатидвухлетнему Фабию Фульгенцию из-за его слабого здоровья. В 499 году Фабий Фульгенций вместе со священником Феликсом стал проповедовать среди местных ариан халкидонское учение о двойственной природе Иисуса Христа, за что был арестован. После освобождения из тюрьмы он хотел перебраться в Александрию, но узнав, что там церковью управляют ариане, отказался от этого намерения. В 500 году он переехал в Рим. Через некоторое время Фабий Фульгенций вернулся на родину и был рукоположён в сан священника. В это время он построил себе скит и стал жить отшельником. Благочестивая отшельническая жизнь Фабия Фульгенция стала известна среди местных халкидонских христиан и в 508 году он стал епископом епархии Руспы. Назначение епископом произошло тайным образом, потому что Тразамунд, поддерживавший арианство, не желал, чтобы на кафедре Руспы был новый епископ. Вскоре назначение Фульгенция в сан епископа было раскрыто и он вместе с шестьюдесятью другими епископами был сослан на Сардинию, где Фульгенций стал известным наставником местных священников и епископов. В это время ссыльных епископов в течение года материально поддерживал Римский папа Симмах. Пребывая на Сардинии, Фабий Фульгенций написал ряд сочинений для африканских христиан, в которых он призывал их поддерживать халкидонское исповедание. Тразамунд не мог игнорировать известность Фульгенция и разрешил ему в 515 году поселиться в Карфагене. Только после восшествия на престол сына Тразамунда, вандальского короля Хильдериха, принявшего халкидонское исповедание, Фабий Фульгенций смог в 523 году вернуться в Руспу, где он посвятил себя молитве и сочинению богословских трудов. Через некоторое время он ушёл в монастырь на острове Цирциния, но был отозван в Руспу, где управлял своей епархией до своей смерти 1 января 533 года.

## Учение
В своих сочинений Фульгенций выступал в защиту христианской ортодоксии и боролся против несторианства и пелагианства. В своих работах он был сильно подвержен влиянию теологии и морального учения Августина.
Фабий Фульгенций развивал учение о Филиокве. В своём письме к Петру он писал: «Держись этого учения и никогда не сомневайся, что тот же Дух Святой, Который является единым Духом Отца и Сына исходит от Отца и от Сына» (Послание к Петру, II, 54).
В 515 году Фабий Фульгенций принял участие в Александрии в диспуте с арианами. Предполагается, что его сочинение «Contra Arianos», составленная в форме «вопрос—ответ», была написана для этой дискуссии.

## Сочинения
- Contra Arianos;
- Contra Fabianum;
- De Trinitate;
- Ad Trasimundum regem;
- Ad Donatum liber de fide orthodoxa ed diversis erroribus haereticoru;
- Ad Petrum diacunum de fide;
- De veritate praedestinationis et gratiae Dei;
- De remissione peccatorum;
- De Incarnatione filii Dei;
- Sermones (7 проповедей);
- Epistoles (13 посланий).

Сочинение из семи книг «Contra Faustum Reinsem» не дошло до нашего времени.
Издания:
— Fulgence de Ruspe. Lettres ascetiques et morales. Critical text by J. Fraipont. Introduction, translation, and notes by Daniel Bachelet. Paris: Cerf, 2004. 298 p. (Sources Chretiennes, 487).

## Прославление
Память святого Фабия Фульгенция отмечается в Католической церкви 1 января. В Католической церкви он считается учителем церкви. В 714 году его мощи были перенесены в Бурж и были уничтожены во время Французской революции.